# Questopogon lineatus
Questopogon lineatus är en tvåvingeart som beskrevs av Daniels 1976. Questopogon lineatus ingår i släktet Questopogon och familjen rovflugor. Inga underarter finns listade i Catalogue of Life.